# Eduardo Arce
Eduardo Arce Peña (Toluca de Lerdo, Estado de México, 25 de enero de 1989), también conocido como Lalo Arce, es un exfutbolista y entrenador mexicano. Se desempeñó en la posición de centrocampista. Actualmente dirige a la selección de fútbol sub-20 de México.

## Trayectoria como entrenador

### Selección nacional mexicana sub-20
Jugó en el Club Puebla, entre 2013 y 2014. También dirigió en diferentes categorías inferiores de los camoteros como la Sub-15, Sub-17 y Sub-20; además, fue el segundo entrenador del Puebla en la «Era Larcamón». 
Tras la salida del argentino, se anunció su ascenso como nuevo (primer) estrega de La Franja, comenzado con sus labores diez días después de su nombramiento. Arce comenzó su carrera con el Puebla siendo goleado 5-1 por el Club Pachuca en la jornada 1 del torneo Clausura 2023.
El 23 de agosto de 2023,  Eduardo Arce anunció que dejaba de estar a cargo de la dirección técnica del equipo, tras haber dirigido 25 encuentros entre Liga MX, liguilla y Leagues Cup.

### México sub-20
En diciembre de 2023 se incorporó al banquillo de la selección de fútbol sub-20 de México.

## Clubes

### Como jugador
| Club                   | País   | Año         | PJ | Goles |
| ---------------------- | ------ | ----------- | -- | ----- |
| Atlético Mexiquense    | México | 2007 - 2009 | 10 | 0     |
| Atlante UTN            | México | 2010        | 5  | 0     |
| Club de Fútbol Atlante | México | 2010        | 2  | 0     |
| Puebla Fútbol Club     | México | 2013 - 2014 | 25 | 0     |
| Deportivo Tepic        | México | 2015        | 5  | 0     |

### Como técnico
| Equipo          | Div.  | Temporada | Liga  | Liga | Liga | Liga | Liga |       | Copa | Copa | Copa | Copa  |   | Internacional | Internacional | Internacional | Internacional | Internacional |   | Otros | Otros | Otros | Otros |    | Totales     | Totales | Totales | Totales | Totales | Totales | Totales | Totales | Totales |
| Equipo          | Div.  | Temporada | Part. | G    | E    | P    | Pos. | Part. | G    | E    | P    | Part. | G | E             | P             | Pos.          | Part.         | G             | E | P     | Part. | G     | E     | P  | Rendimiento | GF      | GC      | Dif.    | Ptos.   |         |         |         |         |
| --------------- | ----- | --------- | ----- | ---- | ---- | ---- | ---- | ----- | ---- | ---- | ---- | ----- | - | ------------- | ------------- | ------------- | ------------- | ------------- | - | ----- | ----- | ----- | ----- | -- | ----------- | ------- | ------- | ------- | ------- | ------- | ------- | ------- | ------- |
| Puebla · México | 1.ª   | 2023-C    | 18    | 6    | 2    | 10   | 1/8  | -     | -    | -    | -    | -     | - | -             | -             | -             | -             | -             | - | -     | 18    | 6     | 2     | 10 | 37.03%      | 26      | 33      | -7      | 20      |         |         |         |         |
| Puebla · México | 1.ª   | 2023-A    | 5     | 0    | 1    | 4    | Inc. | 2     | 0    | 1    | 1    | -     | - | -             | -             | -             | -             | -             | - | -     | 7     | 0     | 2     | 5  | 9.52%       | 5       | 15      | -10     | 3       |         |         |         |         |
| Puebla · México | Total | Total     | 23    | 6    | 3    | 14   | -    | 2     | 0    | 1    | 1    | -     | - | -             | -             | -             | -             | -             | - | -     | 25    | 6     | 4     | 15 | 29.33%      | 31      | 48      | -17     | 23      |         |         |         |         |
| 1. 2.           |       |           |       |      |      |      |      |       |      |      |      |       |   |               |               |               |               |               |   |       |       |       |       |    |             |         |         |         |         |         |         |         |         |

#### Resumen por competiciones
| Competición | Partidos | Ganados | Empatados | Perdidos | Ganados % |
| ----------- | -------- | ------- | --------- | -------- | --------- |
| Liga MX     | 23       | 6       | 3         | 14       | 30.44%    |
| Leagues Cup | 2        | 0       | 1         | 1        | 16.67%    |
| Total       | 25       | 6       | 4         | 15       | 29.33%    |